# 킹메이커 (2011년 영화)
《킹메이커》(영어: The Ides of March)는 2011년에 공개된 미국의 정치 드라마 영화로, 조지 클루니, 보 윌리먼, 그랜트 헤슬로브가 공동 집필한 각본을 클루니가 연출하였다. 윌리먼이 2008년에 발표한 희곡 "Farragut North"를 각색했다. 라이언 고슬링, 조지 클루니, 에번 레이철 우드, 필립 시모어 호프먼, 폴 지어마티, 머리사 토메이, 제프리 라이트 등이 출연했다.
제68회 베네치아 국제 영화제와 제27회 하이파 국제 영화제에 개막작으로 출품되었으며, 제36회 토론토 국제 영화제에서 선보이기도 했다.
대체로 긍정 평가를 받았으며, 제83회 전미 비평가 위원회상에서 뽑은 2011년 최고의 영화 10편 중 하나로 선정되었다.

## 줄거리
미국 대통령 선거 민주당 후보 경선을 뛰고 있는 펜실베이니아 주지사 마이크 모리스와 아칸소주 상원 의원 테드 풀먼은 대의원 356명을 좌지우지하는 노스캐롤라이나주 상원 의원 프랭클린 톰프슨으로부터 지지를 얻어내기 위해 경쟁하고 있다. 스티븐 마이어스는 모리스의 선거 사무소 하급 사무장이다.
하루는 풀먼의 선거 사무장 톰 더피가 신시내티에 있는 모리스의 선거 사무소 본부로 전화를 걸어 마이어스에게 만남을 청한다. 더피는 마이어스에게 풀먼의 사무소에서 일할 것을 제안하지만 마이어스는 이를 거절한다. 한편 마이어스는 민주당 전국 위원회장을 아버지로 둔 인턴 몰리와 성관계를 갖기 시작한다.
풀먼 측은 톰프슨의 지지를 따내기 위해 주무장관 자리를 조건으로 걸려고 한다. 이를 알게 된 모리스의 선거 사무장 폴 재라와 마이어스는 자신들도 같은 협상을 해야 한다고 주장하지만, 모리스는 톰프슨의 정책에 동의하지 않고 선거 운동을 깨끗하게 운영하고 싶다며 이를 거절한다.
그러나 마이어스는 몇 주 전 몰리가 아이오와주 사무소에 막 들어왔을 때 가정이 있는 모리스가 몰리와 하룻밤 관계를 가졌고 그 결과 몰리는 모리스의 아이를 임신한 상태라는 걸 알게 된다. 마이어스는 가톨릭 신자 집안에 차마 기댈 수 없는 몰리의 낙태를 돕지만 문제의 소지를 없애기 위해 몰리를 해고한다.
뉴욕 타임스 기자 아이다 호러위츠는 더피가 접근해 만남을 가졌다는 얘기를 전해들었다며 마이어스에게 자세한 입장 표명을 요구한다. 마이어스는 정보원으로 더피를 의심하지만 실은 마이어스가 더피를 만났던 일을 배신으로 간주한 재라가 모리스의 승인 하에 해고 전 밑밥을 깐 것으로 드러난다.
이대로 정치계에서 물러날 수 없는 마이어스는 더피 밑에서라도 일해보려고 하지만 더피는 경쟁 후보 사무소를 흔들어 보려 했을 뿐이라며 퇴짜를 놓고, 모리스 관련 기밀을 넘기겠다는 제안 역시 풀먼이 이미 톰프슨의 지지를 얻어낸 거나 다름없다고 여겨 거절한다. 한편 마이어스가 모리스의 선거를 망치려 들고 있다는 얘기를 전해 들은 몰리는 약물 과다 복용으로 사망한다.
몰리의 휴대 전화를 훔친 마이어스는 톰프슨을 만나 모리스 지지 조건을 협의한 뒤 모리스에게 재라의 자리를 자신에게 넘기고 톰프슨을 그가 원하는대로 부통령 자리에 내정하지 않으면 몰리의 유서와 불륜을 폭로하겠다고 최후통첩을 한다. 모리스는 이를 할 수 없이 받아들인다.
재라가 해고되면서 마이어스가 선거 사무장이 되고, 모리스는 사실상 민주당 대선 후보로 올라선다.

## 출연
- 라이언 고슬링 - 스티븐 마이어스 역
- 조지 클루니 - 마이크 모리스 역
- 필립 시모어 호프먼 - 폴 재라 역[8]
- 폴 지어마티 - 톰 더피 역
- 에번 레이철 우드 - 몰리 스턴스 역
- 머리사 토메이 - 아이다 호러위츠 역
- 제프리 라이트 - 프랭클린 톰프슨 역
- 맥스 밍겔라 - 벤 하펀 역
- 제니퍼 일리 - 신디 모리스 역
- 그레고리 잇진 - 잭 스턴스 역
- 찰리 로즈 - 본인 역
- 마이클 맨텔 - 테드 풀먼 역